# Benčina
Benčina  je priimek v Sloveniji, ki ga je po podatkih Statističnega urada Republike Slovenije na dan 1. januarja 2010 uporabljalo 514 oseb in je med vsemi priimki po pogostosti uporabe uvrščen na 581. mesto.

## Znani nosilci priimka
- Dejan Benčina, glasbenik
- Dragoljuba Benčina (*1950), diplomatka
- Dušan Benčina (1946 - 2016), veterinar, molekularni biolog
- Igor Benčina (*1980), srbski igralec
- Ivan Benčina, glasbenik
- Jože Benčina, pravnik, statistik
- Jože Benčina (matematik)
- Leopold Benčina (1877 - 1953), industriálec
- Marjan Benčina, glasbenik (sintetizator: Laibach)
- Marjana Benčina (*1964), anglistka, bibliotekarka, leksikografka
- Marko Benčina, glasbenik
- Martin Benčina (1904 - 1958), publicist
- Mojca Benčina, biokemičarka
- Natalija Nataša Benčina (1891 - 1964), prva industrialka na Balkanu
- Špela Benčina, flavtistka
- Tomaž Benčina, gospodarstvenik